# حلبد (الحد)

تعديل مصدري - تعديل

حلبد هي إحدى قرى عزلة الحد بمديرية الحد التابعة لمحافظة لحج، بلغ تعداد سكانها 338 نسمة حسب تعداد اليمن لعام 2004.